# Kožbana
Kožbana (ital. Cosbana, furl. Cosbàne), je naselje v gornjem gričevnatem delu Brd v  Občini Brda.

## NOB
V kraju je bilo 9. julija 1944 veliko predvolilno zborovanje za Goriška Brda. V vasi so 14.7.1944 izvolili svoj krajevni NOO.

## Izvor krajevnega imena
Izvor krajevnega imena je nejasen. Imena na -ana, ki so pogosta v pasu od Čedada do Krasa, so najpogosteje nastala iz jezika staroselcev, lahko pa so še starejšega izvora, temelječa na rimskih rodovnih osebnih imenih. V Italiji je Casbana redek priimek, ki lahko izvira iz našega krajevnega imena, lahko pa naše krajevno ime temelji na tem priimku. V starih listinah se krajevno ime omenja približno leta 1315 de Gabana, ter 1398 de Kozzban in 1523 Coswan.